# نینتندو وای-فای کانکشن
نینتندو وای-فای کانکشن (به انگلیسی: Nintendo Wi-Fi Connection) (WFC) یک سرویس بازی ویدئویی چندنفره آنلاین بود که توسط نینتندو جهت ارائه بازی آنلاین رایگان کنسور نینتندو دی‌اس و وی اجرا می‌شد. این سرویس شامل فروشگاه وی شاپ چنل و خدمات دانلود بازی دی‌سی‌آی شاپ بود. هنگام تبلیغ این سرویس، نینتندو بر سادگی و سرعت شروع یک بازی آنلاین تأکید کرد.
در ۲۶ ژانویه ۲۰۱۲، نینتندو وای-فای کانکشن در سرویس نینتندو نتورکس ترکیب شد. نینتندو نتورکس پلتفرم‌های ۳دی‌اس و وی یو را یکپارچه کرد و محتوای قابل دانلود پولی، سیستم چند نفره به سبک جامعه آنلاین و حساب‌های شخصی را ارائه کرد.
در ۲۰ مه ۲۰۱۴، نینتندو فعالیت این سرویس را متوقف کرد.